# اورخوف (ناحیه برنو-تسوونتری)
اورخوف (به چکی: Ořechov) یک منطقهٔ مسکونی در جمهوری چک است که در ناحیه برنو-تسوونتری واقع شده‌است. اورخوف ۱۹٫۶۸ کیلومتر مربع مساحت و ۲٬۷۰۰ نفر جمعیت دارد و ۳۰۲ متر بالاتر از سطح دریا واقع شده‌است.